# Kutasirna
Kutasirna is een bestuurslaag in het regentschap Sukabumi van de provincie West-Java, Indonesië. Kutasirna telt 4471 inwoners (volkstelling 2010).